# チベット・ビルマ語派
チベット・ビルマ語派（チベット・ビルマごは）は、シナ・チベット語族 (トランス・ヒマラヤ語族) の一語派。シナ語派（中国語）とともにこの語族を構成し、また独立の「チベット・ビルマ語族」とすることもある。
チベットからヒマラヤ・北東インド・中国南西部・ミャンマー・タイにかけて分布する。
シナ語派とは約5900年前に分岐したと推定されている。

## 分類
- チベット語群（英語版）
  - チベット諸語
    - チベット語
    - ゾンカ語
- 東ボディッシュ諸語
- ネパール・バサ語（ネワール語）
- en:Digaro languages - en:Mishmi people（en:Idu Mishmi/ローバ族（zh:珞巴语）、en:Digaro Mishmi、en:Miju Mishmi tribe/Kammaan）
- カマルパ語群 (Kamarupan)
  - ボド・ガロ諸語
    - ボド語
    - ボロ語
    - ラルン語
    - ディマーサ語
    - ホジャイ語
    - コクボロック語又はトリプリ語又はトリプラ語又はムルン語
    - ガロ語

  - コッチュ諸語又はコンチ諸語
    - アトン語
    - ハジョン語
    - デオリ語

  - ナガー諸語
    - ナガ語：ナガ族の言語。
    - キエンムンガン語
    - チャン語
    - ポム語
    - コニャク語
    - ワンチョー語
    - ハイミ語
    - ノテク語
    - タンサ語又はランパン語

  - クキ・チン諸語
    - アオ語
    - サンタム語
    - ロータ語
    - インチュンリ語
    - レンマ語
    - タンクール語
    - マリン語
    - ンテニ語又はメルリ語
    - セマ語
    - アンガミ語
    - チャケーサン語
    - チョクリ語
    - ケザーマ語
    - マオ語
    - マラム語
    - ゼリアンロン語
    - ムツィエメ語
    - ツェメ語
    - リアンマイ語
    - プイロン語
    - ヌルアンメイ語
    - マニプール語又はマニプリ語又はメイテイ語
    - 古クキ
      - ランコール語
      - ベテ語
      - ハラーム語
      - ランロン語
      - フマール語
      - アナール語
      - コム語
      - チャウテ語
      - マヨール語
      - ランガン語

    - 北チン
    - 中央チン又はライゾ
      - ミゾ語又はルシャイ語

    - 南チン
      - アショー語
      - カミ語
      - クミ語
      - マラ語
      - アーレン語
- チアン語群 (Qiangic)
  - 羌語：中国四川省周辺のチャン族（羌族)の言語
  - トゥチャ諸語
    - ビジ語（北トゥチャ語）
    - モンズ語（南トゥチャ語）

  - 西夏語：西夏文字で書かれたタングート族の言語。
- チンポー・カチン語群 (Jingpho-Nungish-Luish)
- サック語群・ルイ諸語
- ワラン・ヌン諸語
  - ガヌン
    - トゥルン語
    - ズルワン語
    - ダル語
    - アヌン語
    - ヌス語

  - ワラン
    - サンタル語
    - マトワン語
    - ルンミ語

  - トールン族
  - ヌー族
- ビルマ・ロロ・ナシ語群 (Lolo-Burmese-Naxi)
  - ムル語
  - ウゴン語
  - ビルマ語群
    - ビルマ語
    - マル語
    - アツィ語
    - ラシ語
    - アチャン語
    - ボラ語
    - チンタウ語
    - プーン語

  - ロロ諸語
    - 彝語：雲南省、四川省などに居住する彝族の言語。・・・彝語分支に属する：彝文字（ロロ文字）と呼ばれる表音文字を持つ。
      - 北部
        - ノス語（諾蘇語）
        - ナス語
        - ニス語

      - 中部
        - サニ語（撒尼語）
        - アシ語
        - アザー語
        - アゼー語
        - リス語
        - リポー語
        - ロロポー語
        - ラロ語
        - ラフ語
        - チノ語
        - ザオゾウ語

      - 南部
        - アカ系
          - アカ語
          - ハニ語（アカ語）：雲南省に居住するハニ族、タイ北部に居住するアカ族の言語。・・・彝語分支に属す。緊張母音と弛緩母音を区別する。ハニ語はローマ字表記。
          - ホニ語
          - パイホン語
          - パーナ語
          - シラ語

        - ビ・カー系
          - カトゥ語
          - ピヨー語
          - ムピ語

        - ビス系
          - ビス語
          - ピエン語
          - プノイ語
          - コーン語

  - ナシ語
- カレン諸語 (Karenic)
  - カレン語 - ミャンマー・タイ国境周辺のカレン族の言語。
- ペー諸語 (Bai)
  - ペー語：中国雲南省大理周辺、貴州省などに居住するペー族（白族）の言語。・・・漢語とともに「漢・ペー語派」（ロロ諸語に入れる説、シナ語派に入れる説もある）に分類する説もある。